# NGC 518
NGC 518 ist eine Spiralgalaxie vom Hubble-Typ Sa im Sternbild Fische auf der Ekliptik. Sie ist schätzungsweise 126 Millionen Lichtjahre von der Milchstraße entfernt und hat einen Durchmesser von etwa 65.000 Lichtjahren. Vom Sonnensystem aus entfernt sich die Galaxie mit einer errechneten Radialgeschwindigkeit von näherungsweise 2.700 Kilometern pro Sekunde.
Sie gilt als Teil der 11 Galaxien umfassenden Lyons Groups of Galaxies LGG 23 unter NGC 524. 
Das Objekt wurde am 17. Dezember 1864 von dem deutschen Astronomen Albert Marth entdeckt.

## Galaktisches Umfeld
| Nr. | Galaxie          | Alternativname          | Rek          | Dek          | Distanz/asec |
| --- | ---------------- | ----------------------- | ------------ | ------------ | ------------ |
| →   | NGC 518          | LEDA/PGC 5161           | 01h24m17.64s | +09d19m51.4s | 0            |
| 1   | LEDA/PGC 212745  | 2MASX J01241633+0921174 | 01h24m16.32s | +09d21m17.6s | 87.85        |
| 2   | LEDA/PGC 1360952 | 2MASX J01234841+0910379 | 01h23m48.41s | +09d10m37.9s | 702.75       |
| 3   | LEDA/PGC 1365021 | 2MASX J01245967+0925576 | 01h24m59.68s | +09d25m57.5s | 722.04       |
| 4   | NGC 516          | LEDA/PGC 5148           | 01h24m08.07s | +09d33m06.1s | 807.70       |
| 5   | NGC 524          | LEDA/PGC 5222           | 01h24m47.72s | +09d32m19.8s | 871.27       |
| 6   | NGC 509          | LEDA/PGC 5080           | 01h23m24.09s | +09d26m00.8s | 874.39       |
| 7   | NGC 532          | LEDA/PGC 5264           | 01h25m17.34s | +09d15m50.8s | 915.73       |